# Dietmar Mögenburg
Dietmar Mögenburg (* 15. August 1961 in Leverkusen) ist ein ehemaliger deutscher Leichtathlet und Olympiasieger.

## Leben
Mögenburg war neben Carlo Thränhardt und Gerd Wessig (DDR) der bestimmende deutsche Hochspringer der 1980er Jahre. Sein größter Erfolg war die Goldmedaille bei den Olympischen Spielen 1984 in Los Angeles. Neben seiner Goldmedaille war der Sieg bei den Europameisterschaften 1982 in Athen sein zweiter großer Erfolg im Freien. In der Halle wurde er fünfmal Europameister (1980, 1982, 1984, 1986 und 1989), außerdem gewann er zweimal Silber und einmal Bronze in diesem Wettbewerb. Bei den Hallenweltmeisterschaften 1989 in Budapest wurde er von Javier Sotomayor geschlagen und gewann Silber.
1980 konnte er, einen Tag nachdem der Pole Jacek Wszoła einen neuen Weltrekord mit 2,35 m aufgestellt hatte, diesen egalisieren. Zwei Monate später verbesserte Gerd Wessig diesen während der Olympischen Spiele 1980 in Moskau auf 2,36 m. Am 25. Februar 1985 sprang Mögenburg in Köln mit 2,39 m Hallenweltrekord, seine persönliche Bestmarke.
Mögenburg hatte bei einer Größe von 2,01 m ein Wettkampfgewicht von 78 kg. 1988 wurde ihm der Rudolf-Harbig-Gedächtnispreis verliehen. Mögenburg, der seine Karriere 1994 beendete und sich beruflich in der Sport-Promotion positionierte, lebt heute mit seiner norwegischen Frau Kristin in dem Osloer Vorort Bærum. Sein Sohn Jonas (* 1990) konkurriert im Weitsprung (Norwegischer Meister 2008) und Zehnkampf, die Tochter Katarina (* 1991) war Hochspringerin und startete für den TSV Bayer 04 Leverkusen.

## Internationale Erfolge (Freiluft)
- 1979 Junioreneuropameisterschaften: 1. mit 2,24 m
- 1982 Europameisterschaften: 1. mit 2,30 m
- 1983 Weltmeisterschaften: 4. mit 2,29 m
- 1984 Olympische Spiele: 1. mit 2,35 m
- 1986 Europameisterschaften: 4. mit 2,28 m
- 1987 Weltmeisterschaften: 4. mit 2,35 m
- 1988 Olympische Spiele: 6. mit 2,34 m
- 1990 Europameisterschaften: 4. mit 2,31 m

## Internationale Erfolge (Halle)
- 1980 EM: 1. mit 2,31 m
- 1981 EM: 2. mit 2,25 m
- 1982 EM: 1. mit 2,34 m
- 1984 EM: 1. mit 2,33 m
- 1986 EM: 1. mit 2,34 m
- 1988 EM: 2. mit 2,37 m
- 1989 EM: 1. mit 2,33 m
- 1989 WM: 2. mit 2,35 m
- 1990 EM: 3. mit 2,30 m

Für den Gewinn der Goldmedaille bei den Olympischen Spielen 1984 erhielt er das Silberne Lorbeerblatt.

## Deutsche Meisterschaften
- Deutscher Meister (Freiluft): 1980, 1981, 1982, 1983, 1984, 1985, 1987, 1988, 1989, 1990
- Deutscher Meister (Halle): 1979, 1980, 1981, 1984, 1989